# Auto Eco
Auto Eco – перший у світі автомобілевоз (PCTC, pure car and truck carrier), енергетична установка якого працює на зрідженому природному газі.
Споруджений у 2016 році на китайській верфі NACKS у Наньтуні (Нантонг, провінція Цзянсу) на замовлення компанії UECC (United European Car Carriers, спільне підприємство Nippon Yusen Kabushiki Kaisha та Wallenius Line). Здатне перевозити 3985 автомобілів.
Основною особливістю судна стала його енергетична установка, обладнана двигуном MAN B&W 8S50ME－C8.2－GI, який може споживати як традиційні нафтопродукти, так і зріджений природний газ. В останньому випадку забезпечується суттєве зменшення шкідливих викидів – сполук сірки на 92%, оксидів азоту на 13% та діоксиду вуглецю на 23%. Запас ЗПГ дозволяє судну здійснювати плавання на цьому паливі протягом 14 днів.